# Antoni Llidó Mengual
Antoni Llidó Mengual (Xàbia, Marina Alta, 29 d'abril del 1936 – Santiago de Xile, octubre del 1974) va ser un sacerdot i pedagog valencià, víctima de desaparició forçada a Xile durant la dictadura de Pinochet.
El setembre de 1973 es produirà el colp d'estat de Pinochet, i Anton decideix seguir a Xile en la clandestinitat, en el Movimiento de Izquierda Revolucionaria (MIR), i assumir tots els riscs de la seua decisió. L'1 d'octubre de 1974 fou detingut a Santiago de Xile i passà a ser un pres no oficial o desaparegut. Testimonis recollits al llarg dels darrers anys acrediten que dugueren a Antoni al centre de detenció de la policia política, DINA, del carrer José Domingo Cañas, número 1315, on va ser torturat perquè delatara els seus companys de clandestinitat i a la família que l'havia acollit, però no va cedir a les tortures. Posteriorment fou traslladat al centre Cuatro Álamos, en el recinte de Tres Álamos, on mantenien els presos, la detenció dels quals era negada per la junta militar. Dies després, d'acord amb els testimonis el 25 d'octubre, fou traslladat finalment a un destí desconegut fins aquests moments.
El 1991, l'informe de la Comissió Nacional de Veritat i Reconciliació, també conegut com a informe Rettig, sobre crims contra els drets humans reconeix oficialment la detenció per la DINA d'Antoni. El 1992 es va presentar querella criminal davant el Jutjat número 14 de Santiago, querella que fou definitivament amnistiada el 1996 per la Cort d'Apel·lacions. El 4 de juliol de 1996, la família presentà una querella davant l'Audiència Nacional d'Espanya que va ser admesa pel jutge Baltasar Garzón. Aquesta i altres iniciatives van provocar la detenció de Pinochet a Londres, que finalment seria posat en llibertat "per raons humanitàries". Encara que el recurs de la justícia internacional havia fracassat i després també a Xile, la repercussió de la detenció del dictador en el govern i la justícia xilena va ser profunda, fins a tal punt que el maig de 2002 es va reobrir el cas des de la Cort d'Apel·lacions de Santiago. El 15 de maig del 2003, el magistrat Zepeda decidí processar a nou responsables directes dels segrest qualificat d'Antoni Llidó. L'aplicació del criteri de delicte permanent –reconegut pels respectius tractats internacionals- que considera obertes les desaparicions de persones no esclarides, començà a valorar-se des de les màximes instàncies de la justícia xilena democràtica. Per primera vegada la justícia xilena es prengué seriosament la investigació del cas.
Pepa Llidó i Mengual creà per a Xàbia el 30 de maig del 1998, una associació amb la finalitat de recuperar i mantindre la memòria del sacerdot Antoni Llidó, desaparegut a Xile el 1974, així com difondre i transmetre els valors humans, culturals i religiosos presents en les seues actuacions pastorals i personals en defensa dels més pobres i els autèntics valors plurals i democràtics, i en contra de la injustícia i la misèria.